# Episodi di Sconfort Zone
La prima stagione della serie televisiva Sconfort Zone, composta da 6 episodi, è stata distribuita sulla piattaforma Prime Video il 20 marzo 2025.
| n° | Titolo                        | Prima TV      |
| -- | ----------------------------- | ------------- |
| 1  | Deadline                      | 20 marzo 2025 |
| 2  | Il ballo                      | 20 marzo 2025 |
| 3  | Fagiolini ricotta e melograno | 20 marzo 2025 |
| 4  | Misofonia                     | 20 marzo 2025 |
| 5  | A togliere!                   | 20 marzo 2025 |
| 6  | Pino Pani                     | 20 marzo 2025 |

## Deadline
- Diretto da: Alessio Dogana e Marcello Macchia
- Scritto da: Marcello Macchia, Alessandro Bosi, Mary Stella Brugiati e Valerio Desirò

### Trama
Maccio Capatonda deve consegnare la trama per una nuova serie televisiva al produttore Burnetti, con l'aiuto del manager-amico Luca, ma ha una crisi creativa che lo blocca anche nell'intimità con la sua compagna, Myriam. Viene avvicinato da Arnaldo Braggadocio, psicologo che gli propone una nuovissima "terapia d'urto" sperimentale consistente in una serie di test della durata di una settimana ciascuno che hanno lo scopo di portare Maccio al disagio più completo, che è la fonte d'ispirazione per i suoi sketch. Il primo test obbliga Maccio a vivere come un malato terminale per una settimana, recluso in un hospice, ricevendo (seppur come placebo) cure palliative. Nell'hospice conoscerà l'infermiere Valerio, suo grande fan da sempre. Nel momento in cui finge di morire, Maccio vede come immagini di pre-morte serie TV e soap opera, capendo che i suoi sketch sono sempre stati un suo modo per fuggire dalla realtà.

## Il ballo
- Diretto da: Alessio Dogana e Marcello Macchia
- Scritto da: Marcello Macchia, Alessandro Bosi, Mary Stella Brugiati e Valerio Desirò

### Trama
La seconda prova dello psicologo è vivere per una settimana facendo decidere tutto ad un'altra persona: Valerio, l'infermiere dell’hospice. Nel frattempo Maccio accompagna Myriam a un colloquio di lavoro, facendo presupporre che sia stata assunta solo in quanto "fidanzata di Capatonda". Valerio prende decisioni lavorative che risultano fallimentari per la sua azienda, la Micidial: fa mangiare al vegetariano Maccio della carne, lo fa iscrivere a Danza col VIP (parodia di Ballando con le stelle), in cui dimostra le sue eccellenti doti di ballerino. Una dei tre giudici dà a Maccio un voto negativo e lui la insulta pesantemente, ma ciò riaccende la fantasia creativa nel protagonista e il desiderio sessuale con Myriam. Lo scandalo fa cancellare il progetto della serie di Burnetti.

## Fagiolini ricotta e melograno
- Diretto da: Alessio Dogana e Marcello Macchia
- Scritto da: Marcello Macchia, Alessandro Bosi, Mary Stella Brugiati e Valerio Desirò

### Trama
Gli insulti alla giudice creano una violenta shitstorm contro Maccio, che cerca di tamponare con un video di scuse, che Capatonda registra più volte, risultando finto in ogni tentativo. Myriam viene licenziata, confermando il suo sospetto di essere stata assunta solo in quanto "fidanzata di Capatonda". Parlandone con lo psicologo, lui si rende conto che il litigio in diretta ha creato un punto di rottura e smosso quindi la creatività. Braggadocio gli sottopone un terzo test: deve tradire Myriam entro una settimana e non può farlo con una prostituita. Inizialmente Maccio risponde alle fan che gli scrivono sui social, ma queste sono ancora arrabbiate per gli insulti alla giudice. Una di esse accetta le avances, ma lui non riesce ad avere un'erezione. Dietro consiglio di Valerio contatta Ilaria Galassi, ex ballerina di Non è la Rai, e sogno erotico adolescenziale del protagonista. Una volta incontrati e in camera d'albergo, lui va in bagno a masturbarsi sulle sue foto (esattamente come faceva in adolescenza) portando alla fuga la donna. In extremis, Maccio e Valerio si recano in un locale, nel quale il protagonista si rende conto di essere incapace a flirtare poiché sono sempre state le donne a provarci con lui. Mentre stanno per uscire dal locale ormai rinunciatari, i due incrociano il manager-amico Luca e la sua compagna Laura. Mentre Luca e Valerio litigano per la pessima recente gestione aziendale, venendo cacciati dal locale, Laura confessa a Maccio di odiarlo perché non riesce ad avere intimità con Luca, troppo immerso nella Micidial. Complice l'alcool, i due hanno un rapporto sessuale in bagno spinti dalla furia della rabbia. Una volta a casa, Maccio confessa a Myriam di averla tradita (ma non le dice con chi), scatenando l'ira della donna che si sente sempre e solo "la fidanzata di Capatonda".
Nel frattempo si scopre che il dottor Braggadocio è un altro uomo, che ha in cura il (finto) Braggadocio.

## Misofonia
- Diretto da: Alessio Dogana e Marcello Macchia
- Scritto da: Marcello Macchia, Alessandro Bosi, Mary Stella Brugiati e Valerio Desirò

### Trama
Maccio prepara un video di scuse per Myriam, ma Valerio fraintende e lo manda al giudice di Danza col VIP. Myriam va a vivere da Laura, ignara della realtà. Maccio torna dal (finto) Braggadocio, che intavola un discorso sulla sofferenza emotiva a fronte della sofferenza fisica: Maccio dovrà picchiare qualcuno come quarto test. Consigliato da Valerio, Maccio prende lezioni dal puglie Ciclone. Tenta di fare a botte coi passanti e con un uomo che flirta con Myriam, non riuscendo nel suo intento, nonostante l'assunzione di cocaina per aumentare la sua aggressività. Tornato a casa, picchia finalmente un uomo, che però si scopre essere stato mandato apposta (e pagato) da Valerio. Invitato ad un white party, tenta di smuovere la rabbia di Luca, confessandogli il rapporto sessuale con la compagna. Lui però non si scandalizza e pensa solo al lavoro. Infine si sfoga proprio contro il produttore Burnetti, reo di parlare masticando: finalmente Maccio ha superato il test.
Sul finale Valerio, preoccupato per quanto Maccio sia coinvolto nei test, va dal (finto) Braggadocio.

## A togliere!
- Diretto da: Alessio Dogana e Marcello Macchia
- Scritto da: Marcello Macchia, Alessandro Bosi, Mary Stella Brugiati e Valerio Desirò

### Trama
Valerio ha una crisi di coscienza: si scopre che è sempre stato complice del falso Braggadocio, il quale desidera distruggere l'immagine di Maccio, e vorrebbe abbandonare il progetto. Il falso Braggadocio porta Capatonda a liberarsi di tutti i suoi averi materiali, facendogli credere che i soldi siano il demonio da cui liberarsi. Dopo aver regalato i mobili di casa sua e della sua agenzia, auto, cellulare, e aver donato al WWF tutti i suoi soldi, Maccio va a Chieti, sua città natia, con Valerio: qui scopre che l'unica cosa che ha tenuto uniti i genitori per cinquant'anni di matrimonio è il sostegno al successo del figlio. Maccio capisce di dover ricominciare da zero: indossati i suoi abiti da giovane, torna a Roma con la meraviglia che aveva prima di diventare famoso e si presenta ad una casa di produzione come Marcello Macchia. Viene cacciato perché ormai è noto solo per aver perso la testa, visti tutti gli scandali di cui è protagonista.
Intanto, Luca confessa a Myriam che Maccio l'ha tradita con Laura.

## Pino Pani
- Diretto da: Alessio Dogana e Marcello Macchia
- Scritto da: Marcello Macchia, Alessandro Bosi, Mary Stella Brugiati e Valerio Desirò

### Trama
Tre settimane dopo Maccio ha toccato il fondo: le ultime prove del finto psicologo l'hanno portato a vivere come un senzatetto, soffrendo la fame, la sete e arrivando a mangiare perfino un topo. L'ultima prova sarà uccidere una persona. Maccio fallisce nella prova e torna da Braggadocio disperato per rivelargli il suo fallimento, ma scopre la verità: il finto Braggadocio è paziente del vero psicologo e si appropria del suo studio al mercoledì, quando quello vero è altrove (gli incontri con Maccio erano fissati sempre al mercoledì). L'uomo si chiama in realtà Pino Pani ed ha architettato il piano perché odia Maccio, in quanto la sua ex fidanzata ne era invaghita: ha quindi orchestrato il complotto per abbattere completamente il comico. Segue una colluttazione a cui pone fine un intervento della polizia. Anche Valerio confessa di essere stato complice di Pino Pani. Per farsi perdonare, Valerio accompagna Maccio a Chieti e lo aiuta a sequestrare il prete che doveva celebrare le nozze d'oro dei genitori. Capatonda si veste da prete e mette la coppia di fronte alla realtà: la loro unione è basata solo sul sostegno al figlio, invitandoli a separarsi. I genitori smontano le sue convinzioni, dicendo di esser rimasti insieme solo per paura di restare da soli, e che lui non c'entra nulla: non è vero che ha iniziato il suo lavoro per tenere in piedi l'amore dei genitori, l'ha fatto semplicemente perché bravo e capace.
Maccio riesce finalmente a scrivere la serie TV da consegnare a Burnetti, chiedendogli scusa per la rissa. Subito dopo ricostruisce la sua relazione con Myriam e l'amicizia con Luca e Laura. Seppur senza soldi, sono felici di stare tutti insieme e di supportare il comico, il quale ha riacceso l'ispirazione decidendo, infine, di creare la serie stessa, che mostra ai suoi amici Gianluca Fru, Edoardo Ferrario e Valerio Lundini. Il finale però non è convincente per gli amici, che lo considerano troppo banale e scontato.
I dubbi lo portano a confrontarsi di nuovo con il carcerato Pino Pani, il quale sostiene che la sua serie non avrà mai un bel finale finché non completa l'ultima prova: uccidere una persona. Uscito di lì, Maccio saluta un fan su un motorino che, distratto, viene investito da un camion.